# Johanna Budwig
Johanna Budwig (ur. 30 września 1908, zm. 19 maja 2003) – niemiecka chemik i aptekarka, fizyk, autorka książek o diecie żywieniowej.
Pracowała naukowo jako główny specjalista-konsultant z tytułem doktora fizyki w Instytucie Badań Tłuszczu BAGKF w Münster (Bundesanstalt für Fettforschung). Zajmowała się tam działaniem tłuszczów utwardzonych i zdenaturowanych na zdrowie ludzi.  Uważała, iż duże znaczenie w powstawaniu nowotworów mają braki kwasów omega-3 w organizmie.

## Dieta dr Budwig
W 1952 roku stworzyła dietę znaną pod nazwą dieta dr Budwig, wspomagającą leczenie nowotworów, a także chorób serca, cukrzycy. Dieta jest bogata w olej lniany wysokolinolenowy, zawierający szczególnie dużo kwasów omega-3 (ponad 50%). Zaleca mieszać (miksować) olej z serem, ponieważ olej w tej postaci jest w bardzo wysokim stopniu przyswajany przez organizm. Dieta jest również bogata w owoce, warzywa i błonnik. Zaleca unikanie cukru, wędlin, olejów rafinowanych,  tłuszczów zwierzęcych, masła, a zwłaszcza margaryny.
Budwig twierdziła, że w ciągu trzech miesięcy niektórzy pacjenci na tej diecie mieli mniejsze guzy rakowe, inni nie mieli już guzów i wszyscy czuli się lepiej. Mimo to nie ma dowodów naukowych na to, że dieta Budwig pomaga ludziom w walce z rakiem. Nic nie wskazuje na skuteczność diet antynowotworowych, a mogą one powodować skutki uboczne. Osoby z chorobą nowotworową, które zwlekają lub rezygnują ze skutecznych metod leczenia w wyniku stosowania diet takich jak dieta Budwig, mogą cierpieć na nawrót choroby.
Wydała szereg pozycji książkowych, z których część została przetłumaczona na język angielski. Jedna z poczytniejszych nosi tytuł Olej lniany jako prawdziwa pomoc w walce z artretyzmem, zawałem serca i rakiem.